# 8735 Yoshiosakai
8735 Yoshiosakai este un asteroid din centura principală de asteroizi.

## Descriere
8735 Yoshiosakai este un asteroid din centura principală de asteroizi. A fost descoperit pe 2 ianuarie 1997 la Ōizumi de Takao Kobayashi. El prezintă o orbită caracterizată de o semiaxă mare de 3,20 ua, o excentricitate de 0,21 și o înclinație de 1,9° în raport cu ecliptica.